# Papierstuc

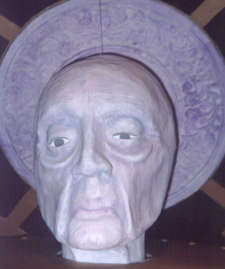
Papierstuc

Papierstuc (oorspronkelijk als papierstüc gespeld, ook: carton-pierre of carton pierre) is een materiaal dat werd gebruikt omstreeks 1900 voor het vervaardigen van ornamenten aan plafonds.
Als materiaal werd papier-maché gebruikt, waar kleefmiddelen, kalk en zand aan werden toegevoegd. Aldus verkreeg men een materiaal dat als hout bewerkt kon worden. In 1848 begon een fabriek in Zeist, waar carton pierre werd vervaardigd.
Het papierstuc, op basis van een Duitse vinding, werd in Nederland geïntroduceerd door de firma Bennewitz & Co. te Amsterdam, welke de productie begon in 1890. Het bedrijf maakte eveneens carton végétal en stafstuc. Het materiaal werd vastgezet op een raamwerk van latten.
Bennewitz kreeg in 1891 zilveren medailles en in 1894 te Parijs een gouden medaille. De fabriek leverde de gevelbekleding voor een nagebootst dorp, "Oud Holland" geheten, op het Museumplein te Amsterdam. Er werden geprefabriceerde sierornamenten vervaardigd.
Ondertussen zat ook de concurrentie niet stil. Zeker vier fabrieken, zoals de Goudsche Papierstücfabriek en de Papierstücfabriek "Holland", boden een soortgelijk product aan. Daarop veranderde Bennewitz in 1910 haar fabrieksnaam in: Eerste Nederlandsche Papierstücfabriek, om duidelijk te maken dat zij de eerste waren. Een circulaire aan het cliënteel werd toegestuurd met daarin de tekst: Met toezending van deze Circulaire hebben wij de bedoeling U nog eens opmerkzaam te maken op onze Fabriek van Papierstüc, cartonpierre, Staffstüc, Pate en Versierings-Artikelen, die door verschillende nieuwe vindingen in staat is aan alle concurrentie het hoofd te bieden.
In 1915 waren er nog drie papierstuc-fabrieken overgebleven.